# Jack Nicklaus Golf Club Korea

Jack Nicklaus Golf Club Korea, koreanska: 잭 니클라우스 골프클럽 코리아, är en golfklubb som ligger i Incheon i Sydkorea. Golfklubben grundades 2010.
Golfklubbens golfbana designades av den amerikanske golfspelaren Jack Nicklaus. Den har 18 hål och är totalt 6 831 meter (7 470 yards) och där par är 72.
Jack Nicklaus Golf Club Korea har stått som värd för bland annat Champions Tour (2010) och Presidents Cup (2015). Den kommer stå som värd för Liv Golf Korea i maj 2025.